# Jonathan Nelson (Gospelsänger)
Jonathan Nelson ist ein US-amerikanischer Gospelsänger aus Baltimore.

## Biografie
Nelson ist der Sohn eines Pastors und wuchs in einer musikalischen Familie mit der Kirchenmusik auf. Er besuchte die Baltimore School for the Arts und studierte Chorgesang an der Morgan State University in seiner Heimatstadt. Danach arbeitete er allerdings erst einmal sehr erfolgreich in der Computerbranche als Manager einer Softwarefirma, die allerdings nach dem Platzen der Dotcom-Blase 2000 scheiterte.
Danach wandte er sich mehr der Musik zu. Er begann mit dem Komponieren von Gospelsongs und machte auch eigene Aufnahmen mit anderen Sängern unter dem Namen Purpose. Sein Lied Healed wurde in der Aufnahme von Donald Lawrence zum Hit und brachte ihm 2006 einen Stellar Award als Songwriter des Jahres. Right Place wurde ein Hit für Troy Sneed und für Youth for Christ schrieb er den Nummer-1-Gospelsong The Struggle Is Over.
2008 veröffentlichte Jonathan Nelson sein erstes richtiges Album Right Now Praise, das es bis auf Platz 7 der US-Gospelcharts brachte und sich 78 Wochen in den Charts hielt. Der Song My Praise Is Victory brachte es auf 65 Wochen. Er wurde daraufhin für acht Stellar Awards nominiert, von denen er drei gewann. Bei den Dove Awards wurde er als bester Newcomer nominiert.
Im Oktober 2010 folgte Album Nummer zwei Better Days. Es erreichte Platz 4 der Gospelcharts und war sogar eine Woche in den offiziellen Billboard 200 gelistet.

## Diskografie
Alben
- Right Now Praise (featuring Purpose, 2008)
- Better Days (2010)
- Finish Strong (2013)
- Fearless (2016)

Lieder
- My Name Is Victory (2008)
- Expect the Great (2010)